# ریحانه مبینی
ریحانه مبینی آرانی معروف به ریحانه مبینی (زادهٔ ۳۰ آبان ۱۳۷۹، شهرستان آران و بیدگل)، عضو تیم ملی دو و میدانی زنان ایران است.
او رکورددار پرش طول ایران در سه ردهٔ سنی نوجوانان، جوانان و بزرگسالان و نیز داخل سالن است.

## رکوردها

#### پرش طول[۷][۸][۹]
- رکورددار نوجوانان ایران: ۵٫۹۰ متر
- رکورددار جوانان ایران: ۵٫۹۵ متر
- رکورددار بزرگسالان ایران: ۶٫۴۰ متر
- رکورددار داخل سالن ایران: ۶٫۱۴ متر

## عناوین و افتخارات
- مدال نقرهٔ جام کازانُف، قزاقستان، ۲۰۱۹[۱۰]
- مدال طلای مسابقات بین‌المللی استانبول ترکیه، فوریهٔ ۲۰۲۲
- مدال طلای مسابقات بین‌المللی بورسا، ترکیه، ژوئن ۲۰۲۱
- مدال نقرهٔ مسابقات بین‌المللی مرسین، ترکیه، مهٔ ۲۰۲۱[۱۱]
- مدال طلای مسابقات قهرمانی آسیا در کره جنوبی، ۲۰۲۵